# 托尼奖最佳音乐剧导演
托尼奖最佳音乐剧导演，导演奖设立之初为“最佳导演奖”，从1960年起分为“最佳音乐剧导演”与“最佳话剧导演”。

## 历届获奖与提名名单

### 1950年代
注：1950年代未分出音乐剧与话剧，下列表为音乐剧导演获奖的年份。

| - 1950年： 约书亚·罗根 – 《南太平洋》 - 1951年： 乔治·S·考夫曼 – 《红男绿女》 | - 1957年： 摩斯·哈特 – 《窈窕淑女》 |

### 2000年代
| - 2000年： Michael Blakemore – 《吻我，凯特》 - Susan Stroman – 《接触》 - Susan Stroman – 《欢乐音乐妙无穷》 - Lynne Taylor-Corbett – 《摇摆！》 - 2001年： Susan Stroman – 《制片人》 - Mark Bramble – 《第四十二街》 - Jack O'Brien – 《一脱到底》 - Christopher Ashley – 《洛基恐怖秀》 - 2002年： John Rando – 《尿都》 - James Lapine – 《拜访森林》 - Trevor Nunn – 《俄克拉何马！》 - Michael Mayer – 《仙乐美人》 - 2003年： Jack O'Brien – 《发胶》 - Baz Luhrmann – 《艺术家的生涯》 - Twyla Tharp – 《Movin' Out》 - David Leveaux – 《九》 - 2004年： Joe Mantello – 《杀手》 - Jason Moore – 《Q大道》 - George C. Wolfe – 《卡洛琳，或改变》 - Kathleen Marshall – 《奇妙小镇》 | - 2005年： Mike Nichols – 《蒙提·派森之火腿骑士》 - Jack O'Brien – 《偷心大少》 - Bartlett Sher – 《晴光翡冷翠》 - James Lapine – 《普特南县拼字比赛》 - 2006年： John Doyle – 《理发师陶德》 - Casey Nicholaw – 《嗜睡伴侣》 - Des McAnuff – 《泽西男孩》 - Kathleen Marshall – 《睡衣游戏》 - 2007年： Michael Mayer – 《春之觉醒》 - John Doyle – 《伙伴们》 - Scott Ellis – 《Curtains》 - Michael Greif – 《灰色花园》 - 2008年： Bartlett Sher – 《南太平洋》 - Sam Buntrock – 《周日与乔治在公园》 - Thomas Kail – 《身在高地》 - Arthur Laurents – 《吉卜赛》 - 2009年： Stephen Daldry – 《舞动人生》 - Michael Greif – 《几乎正常》 - Kristin Hanggi – 《要滚时代》 - Diane Paulus – 《Hair》 |

### 2010年代
| - 2010年： 特里·约翰森 – 《假凤虚凰》 - 克里斯托弗·阿什利 – 《孟斐斯》 - 玛瑞卡·米尔格·道奇 – 《拉格泰姆》 - 比尔·T·琼斯 – 《费拉》 - 2011年： 凯西·尼古劳、特雷·帕克 – 《摩门经》 - 罗伯·阿什福德 – 《一步登天》 - 凯瑟琳·马歇尔 – 《万事成空》 - 苏珊·斯特罗曼 – 《斯科茨伯勒男孩》 | - 2012年： 尚未颁发 - Jeff Calhoun – 《Newsies》 - 凯瑟琳·马歇尔 – 《Nice Work If You Can Get It》 - 戴安·鲍罗斯 – 《Porgy and Bess》 - 约翰·蒂凡尼 – 《曾经》 |

## 相关连接
- 美国戏剧协会联盟官网 （页面存档备份，存于）